# Уэр, Джеймс
Джеймс Уэр (8 июля 1941 г. — 9 октября 2015 г.) — британский хирург и преподаватель медицины. Он был связан с Каролинским институтом в 1970-х и 1980-х годах, а затем занимал профессорские должности в Университете Объединённых Арабских Эмиратов, Международном медицинском университете, Университете Витватерсранда, Китайском университете Гонконга и Кувейтском университете. Хотя он также был известен своей работой в ряде хирургических областей, его научная работа позже все больше фокусировалась на новой области медицинского образования, в которой он стал ведущей фигурой.

## Карьера
Сын Мартина Уэра, редактора British Medical Journal, он учился в школе Брайанстона и изучал медицину в Кембриджском университете, который окончил в 1966 году. Затем он получил специальность хирурга и в 1971 году стал членом Королевского колледжа хирургов. До 1974 года он работал хирургом в больнице Чаринг-Кросс .
Затем он перешел в Каролинский институт в Швеции, где стал доцентом хирургии. В 1989 году он стал профессором неотложной и интенсивной медицины в Университете Объединённых Арабских Эмиратов. Он был профессором и руководителем секции клинических наук в Международном медицинском университете в Куала-Лумпуре в 1996—2000 годах. Он занимал профессорские должности в Университете Витватерсранда в Йоханнесбурге в 2000—2003 годах и в Китайском университете Гонконга в 2003—2006 годах. С 2000 года он все больше сосредотачивался на новой области медицинского образования, став международной фигурой в этой области.
С 2006 по 2011 год он был профессором и директором медицинского образования в Кувейтском университете.